# Köping
Köping ( pronúncia) é uma cidade sueca da província histórica da Västmanland. Tem cerca de 17 743 habitantes, e é sede do município de Köping. Fica situada na margem ocidental do lago Mälaren.

## Etimologia e uso
O nome geográfico Köping deriva da palavra nórdica køpunger (local de comércio), em Sueco antigo.
Köping é mencionada pela primeira vez em 1257 como Laglösaköping (local de comércio sem foral).
Em textos em português é usada a forma original "Köping".